# ライヴ・アット・ニューポート'58
『ライヴ・アット・ニューポート'58』（Live at Newport '58）は、アメリカ合衆国のジャズ・ピアニスト、ホレス・シルヴァーのライブ・アルバム。1958年に録音され、シルヴァーの没後の2008年に発売された。

## 背景
シルヴァーのライブ・アルバムとしては、生前に唯一公式発売された『ドゥーイン・ザ・シング』（1961年）に続く作品で、同作の録音よりも3年前の1958年のニューポート・ジャズ・フェスティバルにおけるライブ音源が収録されている。新メンバーのルイ・スミスとジーン・テイラーを迎えた編成だが、スミスは短期間でシルヴァーのクインテットを脱退し、ブルー・ミッチェルが後任として加入した。なお、この年のフェスティバルにおける映像は、後に映画『真夏の夜のジャズ』として公開されているが、シルヴァーの出番は映画版ではフィーチャーされていない。

## 反響・評価
『ビルボード』のジャズ・アルバム・チャートでは9位に達した。Jeff Tamarkinはオールミュージックにおいて5点満点中4点を付け、全体像に関して「ジーン・テイラーとルイス・ヘイズは、堅実でありつつ先進的な、小編成のジャズ・グループとしては模範的な演奏をしている。そしてもちろん、シルヴァーは全編を通じて熟達している」、ルイ・スミスの演奏に関して「ソロは無駄がない一方で華があり、彼とジュニア・クックが一緒に演奏した際には、クールさと熱さという相反する要素が発散されている」と評している。また、Claudrena N. HaroldはPopMattersにおいて10点満点中8点を付け「このライブでは、素晴らしい作曲、熱烈な演奏、グループの強力な相互作用といった、ホレス・シルヴァーがブルーノートに残してきた作品から期待できる、あらゆる要素が見出せる」と評している。

## 収録曲
1.はMCで、2. - 5.はいずれもホレス・シルヴァー作曲。
1. イントロダクションbyウィリス・コノーヴァー - "Introduction by Willis Conover" - 0:44
2. ティッピン - "Tippin'" - 13:10
3. ジ・アウトロー - "The Outlaw" - 11:47
4. セニョール・ブルース - "Señor Blues" - 8:42
5. クール・アイズ - "Cool Eyes" - 10:21

## 参加ミュージシャン
- ホレス・シルヴァー - ピアノ
- ルイ・スミス - トランペット
- ジュニア・クック - テナー・サクソフォーン
- ジーン・テイラー - ベース
- ルイス・ヘイズ（英語版） - ドラムス